# VAW-127
127ème Escadron de commandement et de contrôle aéroporté
Le Carrier Airborne Early Warning Squadron 127 (CARAEWRON 127 ou VAW-127), connu sous le nom de "Seabats", était un escadron de Système de détection et de commandement aéroporté de l'US Navy sur le E-2 Hawkeye. Il a été créé le 2 septembre 1983 et dissous le 30 septembre 1991.
Il a été assigné au Carrier Air Wing Thirteen (CVW-13) à bord du porte-avions USS Coral Sea (CV-43).

## Historique

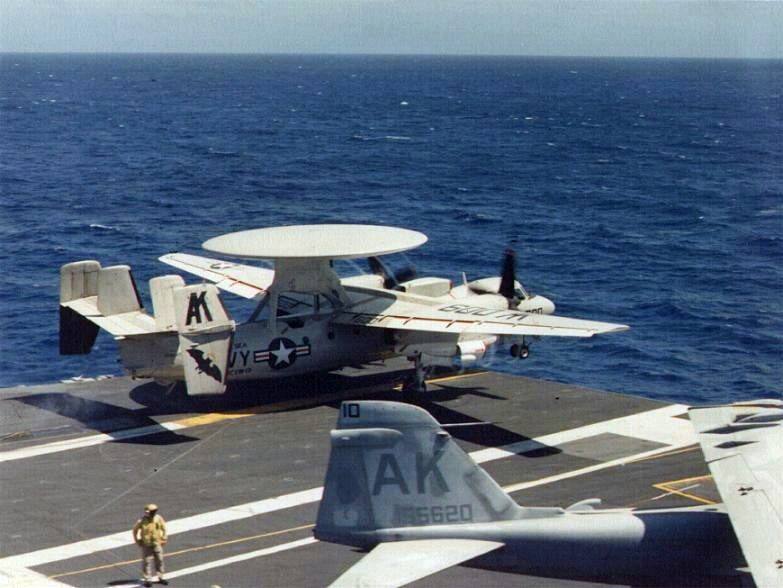
E-2C Hawkeye du VAW-127 sur USS Coral Sea en 1989

Les Seabats ont été créés le 2 septembre 1983 dans le cadre de la construction à l'époque du président Ronald Reagan d'une marine de 600 navires (pour inclure jusqu'à 15 groupements tactiques de porte-avions (CVBG). 
Le VAW-127' a navigué trois fois avec le CVW-13 et l'USS Coral Sea jusqu'à la fin de la guerre froide et à son retrait ultérieur des services, ce qui a conduit l'équipe Coral Sea/CVW-13 à être l'une des premières unités à être désaffectées. Le VAW-127 a rapidement été dissous le 30 septembre 1991. 
L'escadron a participé à plusieurs événements remarquables, notamment l'Opération El Dorado Canyon, la frappe menée contre la Libye le 15 avril 1986 et les opérations dans le golfe de Syrte.